# Media relations
Media relations — область в системе связей с общественностью, посвящённая описанию и анализу специфики, идеологии и конкретных механизмов взаимодействия специалистов по PR с представителями СМИ и самими СМИ как институтами. Отличительным признаком MR является производство информации, адресованной массовой, а также специализированной аудитории, в которой заинтересована организация.

## История

### Этапы развития Media relations
Существует несколько различных взглядов на вопрос периодизации процесса развития media relations. Некоторые исследователи выделяют два ключевых периода — «политизированный» и «постполитический», проводя границу между ними по рубежу XIX и XX вв., когда активное внедрение технологий media relations в практику коммерческих организаций привело к полноценному становлению media relations как самостоятельного вида деятельности.
1) Политизированный (до конца XIX в.) — преимущественно сферой PR деятельности являются политические процессы и процессы госуправления.
2) Постполитический (с начала XX в. по нынешнее время) — media и связей с общественностью становятся инструментами не только власти, но и коммерческиориентированной деятельности.
Отдельные авторы при этом стремятся разделить второй — «постполитический» — этап на более мелкие периоды, связанные с усложнением механизмов взаимодействия PR индустрии и СМИ и изменением взглядов на принципы построения коммуникации в целом. В частности, выделяются следующие подэтапы: начало XX в. — середина 1940-х гг., конец 1940-х гг. — конец 1970-х гг., начало 1980-х гг. — начало XXI в.

## Теоретические основы media relations

### Теория Айви Ли
В 1902 г. американская пресса опубликовала серию статей, жестко критикующих Рокфеллера. Резонанс, вызванный этим циклом материалов, в конечном итоге привел к принятию достаточно знаменитых anti trust laws (антитрестовских законов), направленных на ограничение индустриальных монополий. Чтобы повлиять на общественное мнение, Рокфеллер привлек к сотрудничеству Айви Ли, известного делового репортера. Он подготовил и срежиссировал то, что в современных терминах отрасли можно охарактеризовать как «антикризисную кампанию по управлению репутацией», выпустив серию статей в ключевых газетах страны. Усилия Ли были признаны успешными. Некоторые авторы считают, что именно этот проект — кампания Ли для Рокфеллера 1902 г. — служит точкой отсчета истории современных media и связей с общественностью.
Айви Ли считал, что лучшее средство самообороны для влиятельного человека или компании — это «всегда говорить правду». Большинство теоретических работ, составляющих наследие Ли, так или иначе развивают эту мысль. Например, известна его «инструкция», подготовленная для Джона Д. Рокфеллера-младшего, наследника Standard Oil Company. В ней Ли советует следующее: «Говорите правду, потому что рано или поздно люди все узнают. Если людям не нравится то, что вы делаете, измените свою политику и приведите в соответствие с тем, что нужно людям».
Основной задачей PR-специалистов Ли назвал «побуждать людей верить в то, что правления корпораций преследуют искреннюю цель заручиться их доверием»

### Теория Эдварда Бернейса
Второй основоположник теории media relations — Э. Бернейс — придерживался принципиально другой точки зрения на массовые коммуникации. Его разработки привели к созданию феномена, обычно называемого пропагандой. Бернейс стремился работать в первую очередь с бессознательным. Он считал, что массы по природе своей иррациональны и руководствуются слепым желанием. Поэтому Бернейс полагал, что на демократическое волеизъявление народа нельзя полагаться, и люди должны быть «направляемы сверху».
По мнению Бернейса, «сознательное и умелое манипулирование упорядоченными привычками и вкусами масс является важной составляющей демократического общества», потому что «именно такое взаимодействие необходимо для мирного сосуществования людей в эффективно функционирующем обществе».

### Теория Грюнига и Ханта: Модели построения коммуникации
Одной из самых влиятельных и заметных теорий можно считать концепцию четырёх исторически оформленных моделей связи с общественностью, предложенную Дж. Грюнигом и Т. Хантом в своей книге Managing Public Relations.
Разрабатывая свою теорию, авторы подразумевали под моделями четыре стадии в историческом развитии media и связей с общественностью.
- модель паблисити (пропаганды) — Появилась в эпоху становления PR и базируется на пропаганде, в процессе которой общество или индивидуума убеждают в конкретном мнении, при этом часть правды (или вся достоверная информация) удерживается от получения адресатом. Представляет примитивную систему, которая работает в одностороннем порядке, что противоречит принципам современного PR.
- модель информирования общественности — Базируется на принципе распространения определенной информации, без необходимости убеждения. К ключевому мнению, адресат приходит самостоятельно. Положительная сторона модели в правдивости информации. Одним из инструментов, является наем работника СМИ или PR сферы, для описания новостных событий в организации. Отрицательная сторона в одностороннем канале информации, достигается только цель донести новость к аудитории, без изучения реакции аудитории.
- двухсторонняя асимметричная модель — В отличие от предыдущей модели, работает с двухсторонней передачей информации или обратной связью. Асимметрия возникает от приоритетного канала коммуникаций от организации. Мнения аудитории исследуется, но учитывается только в интересах организации.
- двухсторонняя симметричная модель — Баланс отношений между получателем и отправителем уравненный, информация из вида монолога превращается в диалог. Исследуются реакция общества на информационное воздействие, степень покрытия и приема информационного сообщения.